# Wagyū
Wagyū (japanisch 和牛, dt. etwa „Japan-Rind“), manchmal auch „Wagyū-Rind“, ist eine Bezeichnung mehrerer Rinderrassen japanischen Ursprungs. Wagyū heißt übersetzt schlicht „japanisches Rind“, wobei hiermit nur die Rinder der japanischen Rassen gemeint sind.
Das Wagyū-Rind ist als Kobe-Rind sehr bekannt, was insofern eine nicht ganz richtige Bezeichnung ist, da nur das Fleisch der Wagyū-Rinder, die in der japanischen Region Kōbe geboren, aufgezogen, gemästet und geschlachtet wurden, die Bezeichnung Kobe tragen darf. Es handelt sich also um eine geschützte Ursprungsbezeichnung und ist vergleichbar mit Champagner oder Nürnberger Lebkuchen. Von in Japan insgesamt rund 774.000 geschlachteten Wagyū-Rindern durften 2009 nur 3066 als Kobe-Fleisch deklariert werden.

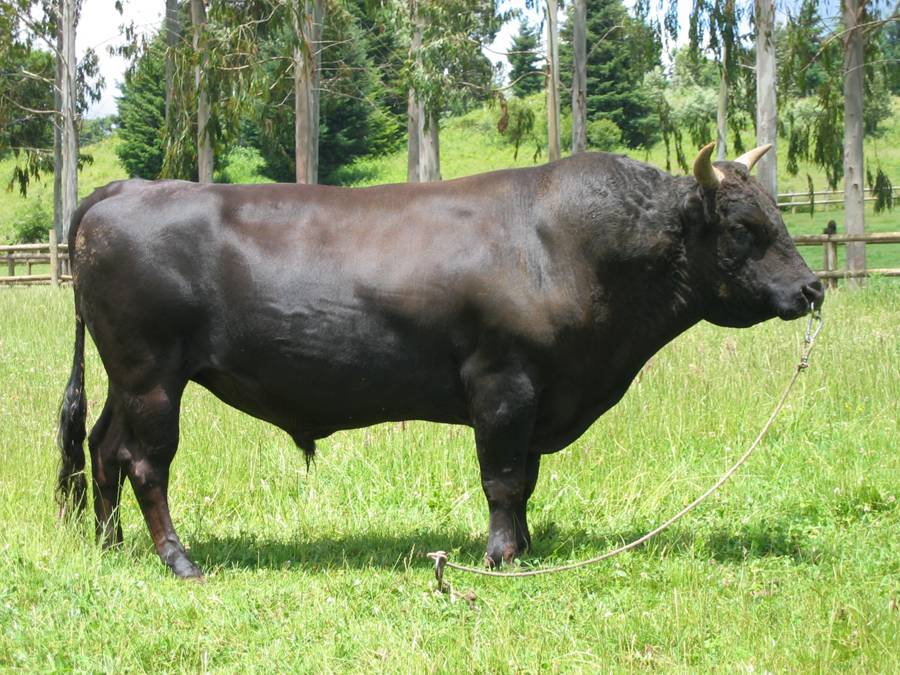
Wagyū-Bulle in Chile

## Historie
Eine Besonderheit dieser „indigenen“ Rinder ist, dass sie in ihrer langen Geschichte kaum Kreuzungen unterzogen wurden. Sie wurden über Jahrhunderte hinweg, bis vor 150 Jahren, ausschließlich als Arbeitstiere auf den Reisfeldern und im Bergbau eingesetzt. Da die Wagyū-Rinder den Inselstaat nie verließen, wusste auch keine Nation außerhalb Japans um ihre Existenz. Der Verzehr war nach den Gesetzen des Buddhismus in Japan verboten. Nach der Öffnung Japans 1868 wurde die Rasse für die Nutzung als Fleischrinder in ihrem Fleischertrag durch Zucht optimiert. Durch die Thronbesteigung des japanischen Kaisers Meiji 1868 bildete sich eine neue, deutlich westlich orientierte Gesellschaft. Die Öffnung erfolgte am 1. Januar 1869 über die Hafenstadt Kobe, wodurch sich die Bezeichnung „Kobe Beef“ als Synonym für das Fleisch von Tajima-Rindern eingebürgert hat.

## Merkmale
Es gibt heute drei häufig auftretende Wagyu-Rassen. Japanese Black (Kuroge Wagyu), Japanese Shorthorn (Tankaku Wagyu) und Japanese Brown (Akage Wagyu). Dabei dominiert Japanese Black den Markt.
Wagyū-Rinder sind meist schwarz, wobei es auch rote Tiere gibt. Sie sind mittelgroß (Bullen: 800–1000 kg, Kühe: 450–600 kg) mit einer gut ausgebildeten Schulter und kräftiger, deutlich gewinkelter Hinterhand. Alkohol (etwa Bier) wird in den japanischen Zuchtbetrieben nicht verfüttert. Es werden keine künstlichen Wachstumshormone verwendet und Antibiotika kommen nicht zur Vorbeugung, sondern nur bei bereits eingetretenen Erkrankungen zum Einsatz.
Eine bekannte Erbkrankheit ist die Complex vertebral malformation (CVM).

## Wirtschaftliche Bedeutung
In Kombination mit dem seltenen Vorkommen und der langsamen Mast ist das Fleisch der Wagyū-Rinder nicht nur eine Delikatesse, sondern darüber hinaus ein gefragtes Luxusprodukt. Für reinrassige Wagyū-Rinder werden Preise im fünfstelligen Euro-Bereich erzielt. Das Kilogramm Wagyū-Fleisch kann je nach Herkunft und Teilstück bis weit über 1000 Euro kosten. Erst in den letzten Jahren bieten auch Feinschmeckerlokale Steakgerichte vom Wagyū-Rind an, die angesichts der Einkaufspreise bei rund 50 Euro liegen (Stand 2011).

### Fleisch
Anders als bei anderen Rindern ist das Fett im Fleisch der Wagyū-Rinder nicht punktuell, sondern gleichmäßig in sehr feiner Marmorierung im Muskelfleisch verteilt.
Der Export von Wagyū-Fleisch, lebenden Rindern, Embryonen oder Samen aus Japan ist (für das Ziel Europa) erst seit Mitte Juli 2014 möglich. Die heutige Population außerhalb Japans stammt von Tieren ab, die zu wissenschaftlichen Zwecken Mitte der 1990er Jahre in die USA exportiert wurden. Die größten Wagyū-Rinder-Herden außerhalb Japans befinden sich in den USA, Australien und Kanada. In Europa wird das Wagyū-Rind nur von wenigen Züchtern gehalten, in Deutschland kamen erst 2006 die ersten Wagyū-Tiere zur Welt.
Im Jahr 2017 waren in Deutschland 140 Züchter und Halter im Wagyu-Verband organisiert, 2019 waren es 190.

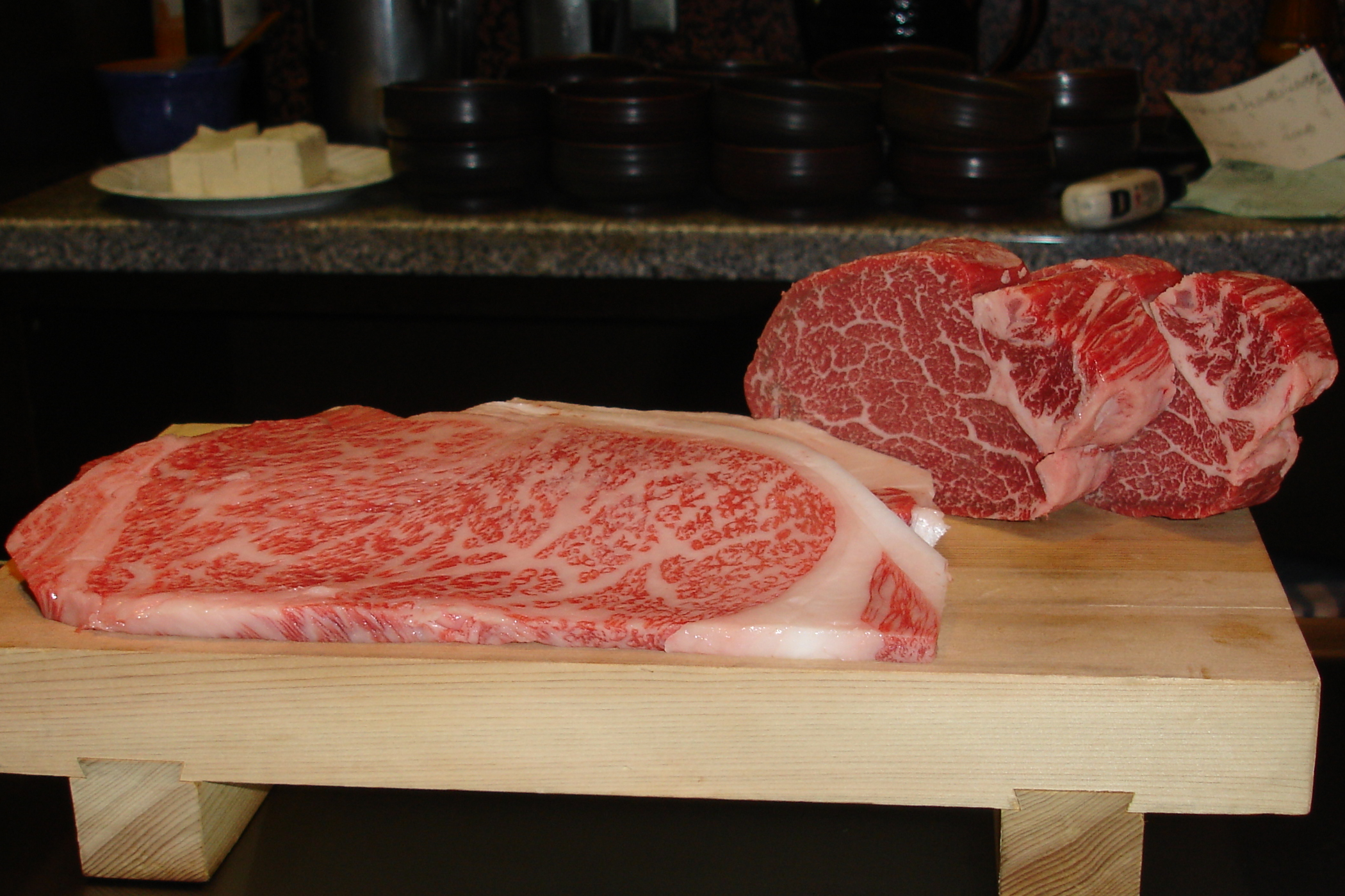
Wagyū-Rindfleisch mit Fett-Maserung
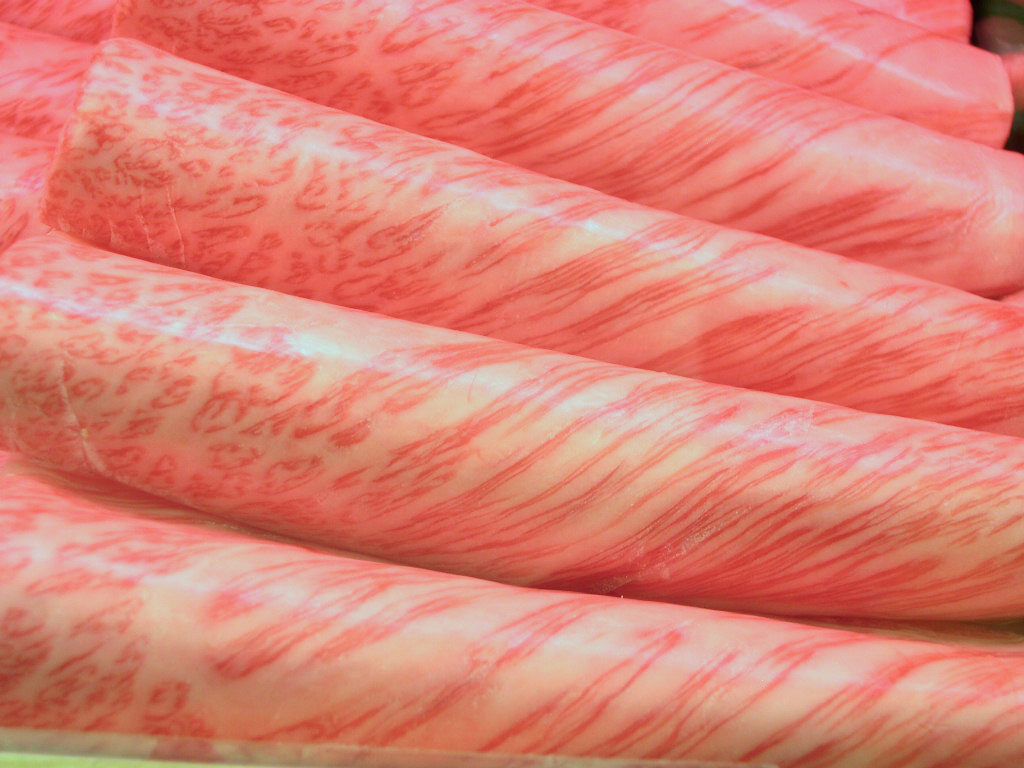
Fett-Marmorierung des Wagyū-Fleischs